# Zacharia C. Panțu
Zacharia C. Panțu est un botaniste roumain, né en 1866 et mort le 19 mars 1934 à Bucarest.